# Jacques Gréber
Jacques Gréber (Paris, 10 de setembro de 1882 – Paris, 5 de Junho de 1962) foi um arquitecto paisagista francês de projecção internacional. Gréber estudou na escola de Belas-artes de Paris, licenciando-se em 1908. Desenhou muitos jardins e parques privados, sobretudo Estados Unidos da América e Canadá e foi responsável pela reforma urbanística de várias cidades norte-americanas. Era um forte defensor do estilo Beaux-Arts e um seguidor do movimento City Beautiful, posto em prática na Filadélfia, Pensilvânia e Ottawa. Este movimento tinha por objectivo reformar e revitalizar as cidades, tornando mais emblemáticos os seus espaços públicos de forma a melhorar a qualidade de vida da população dos grandes centros urbanos e a imagem destas cidades. 
Uma das suas maiores obras ao nível do planeamento e desenho urbano foi a reforma de Ottawa, a capital do Canadá. Em 1937, o primeiro-ministro William Lyon Mackenzie King contratou Gréber, que tinha sido responsável pela revitalização urbana de Paris, para replanear a cidade. Com o início da Segunda Guerra Mundial, os planos ficaram no papel, Jacques Gréber voltou para França e a reforma da cidade só se iniciou em 1951.  
Em Portugal, são de sua autoria os jardins do Parque de Serralves, construídos em 1932 no Porto, para o Conde de Vizela. Estes jardins, que ocupavam uma área de cerca de 12 ha e mantiveram-se integrais até 1995. Neste ano, os jardins foram parcialmente destruídos em resultado da imposição do arquitecto Siza Vieira que projectou, para uma área de cerca de 15 000 m2, a implantação do seu projecto de Museu de Arte Contemporânea de inspiração cubista. O processo foi muito controverso, envolvendo intensa luta política e judicial, chegando à Comissão Europeia. Hoje em dia o jardim mantém a sua beleza, tendo a presença do museu sido disfarçada pelos paisagistas e foram conquistadas novas áreas para integrarem o jardim. O projecto de integração paisagística do museu é da autoria da arquitecta paisagista Teresa Andresen, que procurou manter o estilo original de Gréber.